# AIFM2
AIFM2 (англ. Apoptosis inducing factor, mitochondria associated 2) – білок, який кодується однойменним геном, розташованим у людей на короткому плечі 10-ї хромосоми. Довжина поліпептидного ланцюга білка становить 373 амінокислот, а молекулярна маса — 40 527.
| 10         |  | 20         |  | 30         |  | 40         |  | 50         |
| ---------- |  | ---------- |  | ---------- |  | ---------- |  | ---------- |
| MGSQVSVESG |  | ALHVVIVGGG |  | FGGIAAASQL |  | QALNVPFMLV |  | DMKDSFHHNV |
| AALRASVETG |  | FAKKTFISYS |  | VTFKDNFRQG |  | LVVGIDLKNQ |  | MVLLQGGEAL |
| PFSHLILATG |  | STGPFPGKFN |  | EVSSQQAAIQ |  | AYEDMVRQVQ |  | RSRFIVVVGG |
| GSAGVEMAAE |  | IKTEYPEKEV |  | TLIHSQVALA |  | DKELLPSVRQ |  | EVKEILLRKG |
| VQLLLSERVS |  | NLEELPLNEY |  | REYIKVQTDK |  | GTEVATNLVI |  | LCTGIKINSS |
| AYRKAFESRL |  | ASSGALRVNE |  | HLQVEGHSNV |  | YAIGDCADVR |  | TPKMAYLAGL |
| HANIAVANIV |  | NSVKQRPLQA |  | YKPGALTFLL |  | SMGRNDGVGQ |  | ISGFYVGRLM |
| VRLTKSRDLF |  | VSTSWKTMRQ |  | SPP        |  |            |  |            |

A: Аланін

C: Цистеїн

D: Аспарагінова кислота

E: Глутамінова кислота

F: Фенілаланін

G: Гліцин

H: Гістидин

I: Ізолейцин

K: Лізин

L: Лейцин

M: Метіонін

N: Аспарагін

P: Пролін

Q: Глутамін

R: Аргінін

S: Серин

T: Треонін

V: Валін

W: Триптофан

Кодований геном білок за функцією належить до оксидоредуктаз. 
Задіяний у таких біологічних процесах, як апоптоз, альтернативний сплайсинг. 
Білок має сайт для зв'язування з ДНК, ФАД, флавопротеїном. 
Локалізований у цитоплазмі, мембрані, мітохондрії, зовнішній мембрані мітохондрій.